# 麗港城
22°18′21″N 114°13′40″E / 22.30583°N 114.22778°E

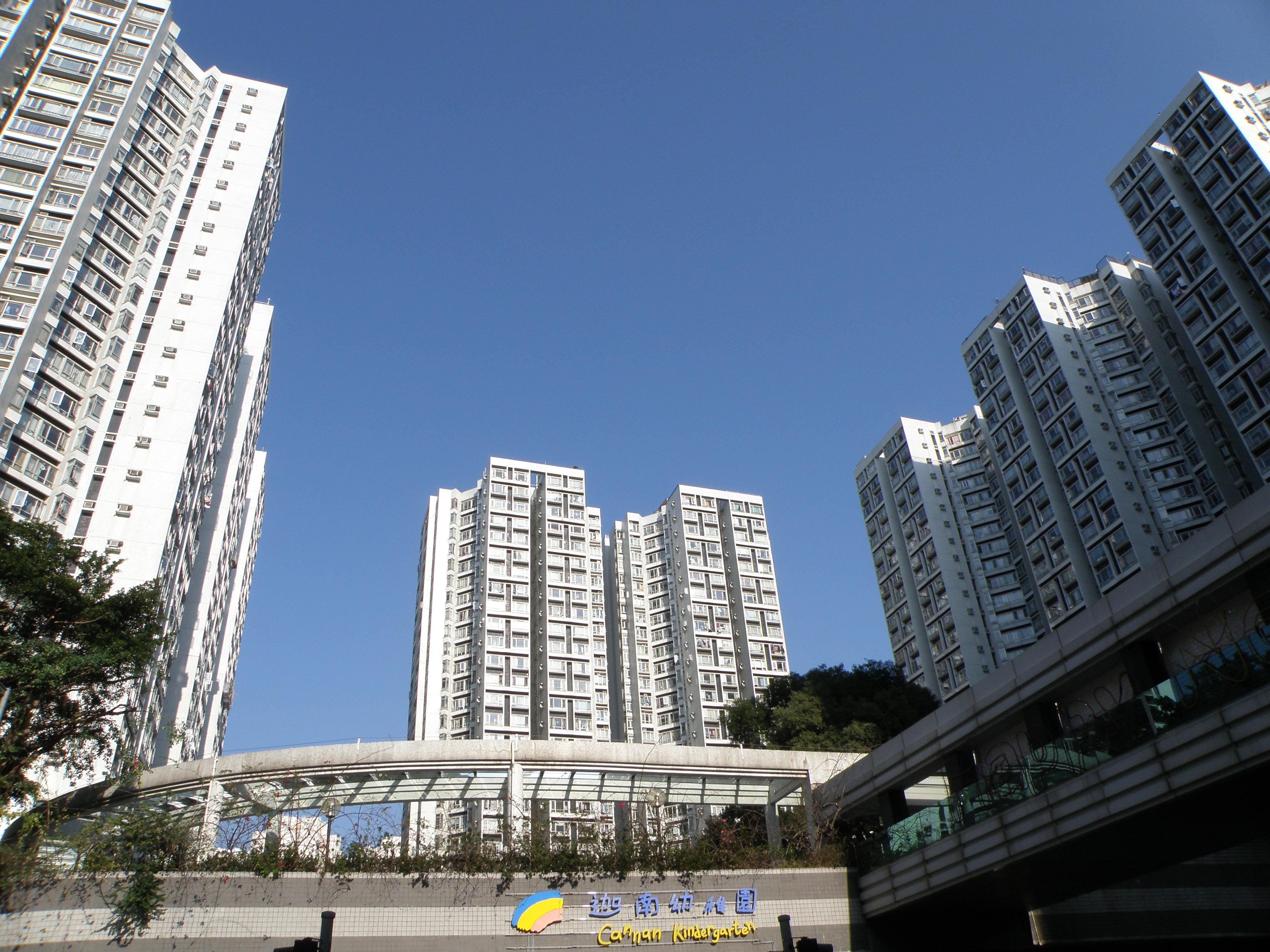
麗港城2期

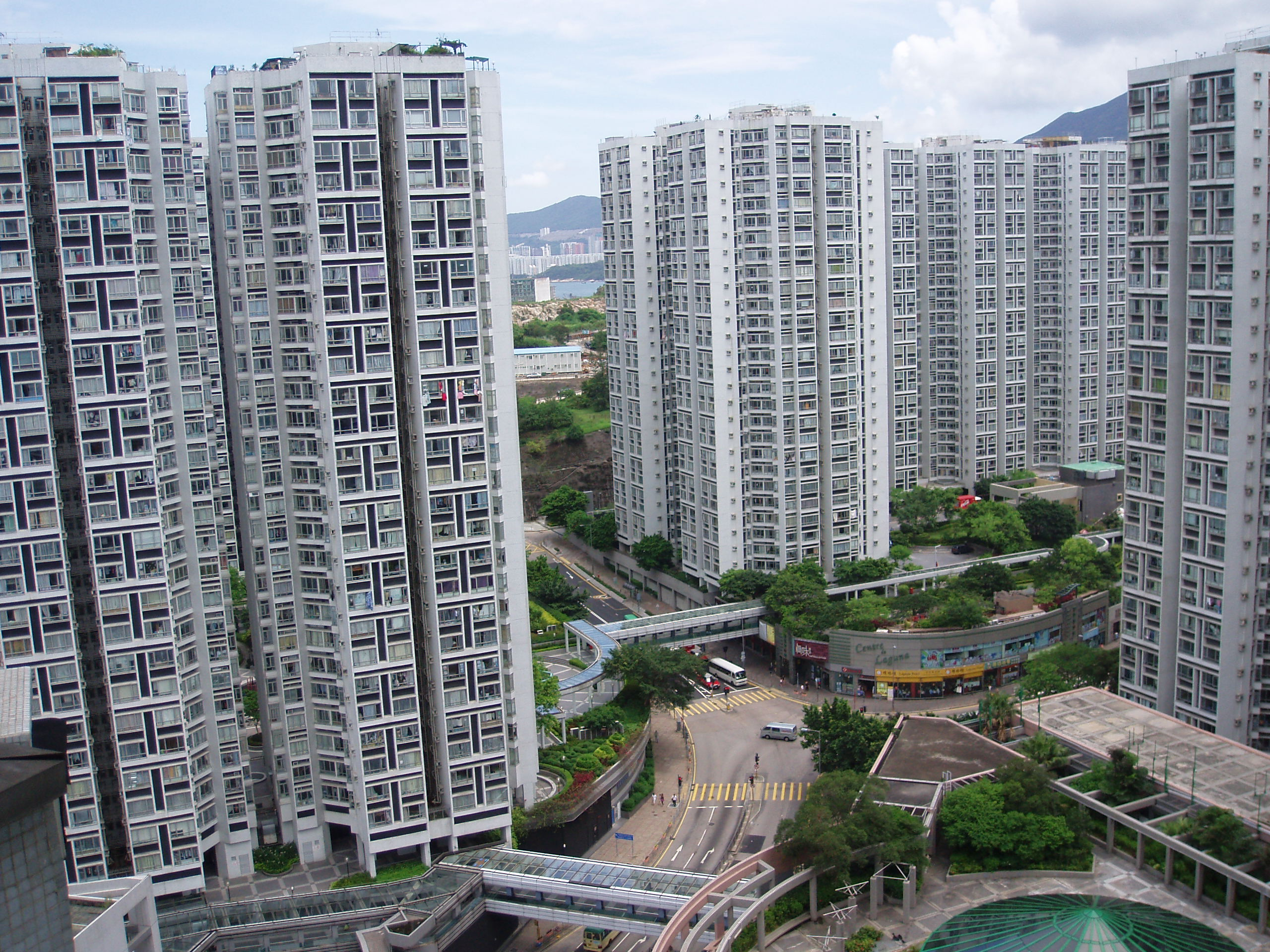
麗港城第2及3期（遠眺維多利亞港）

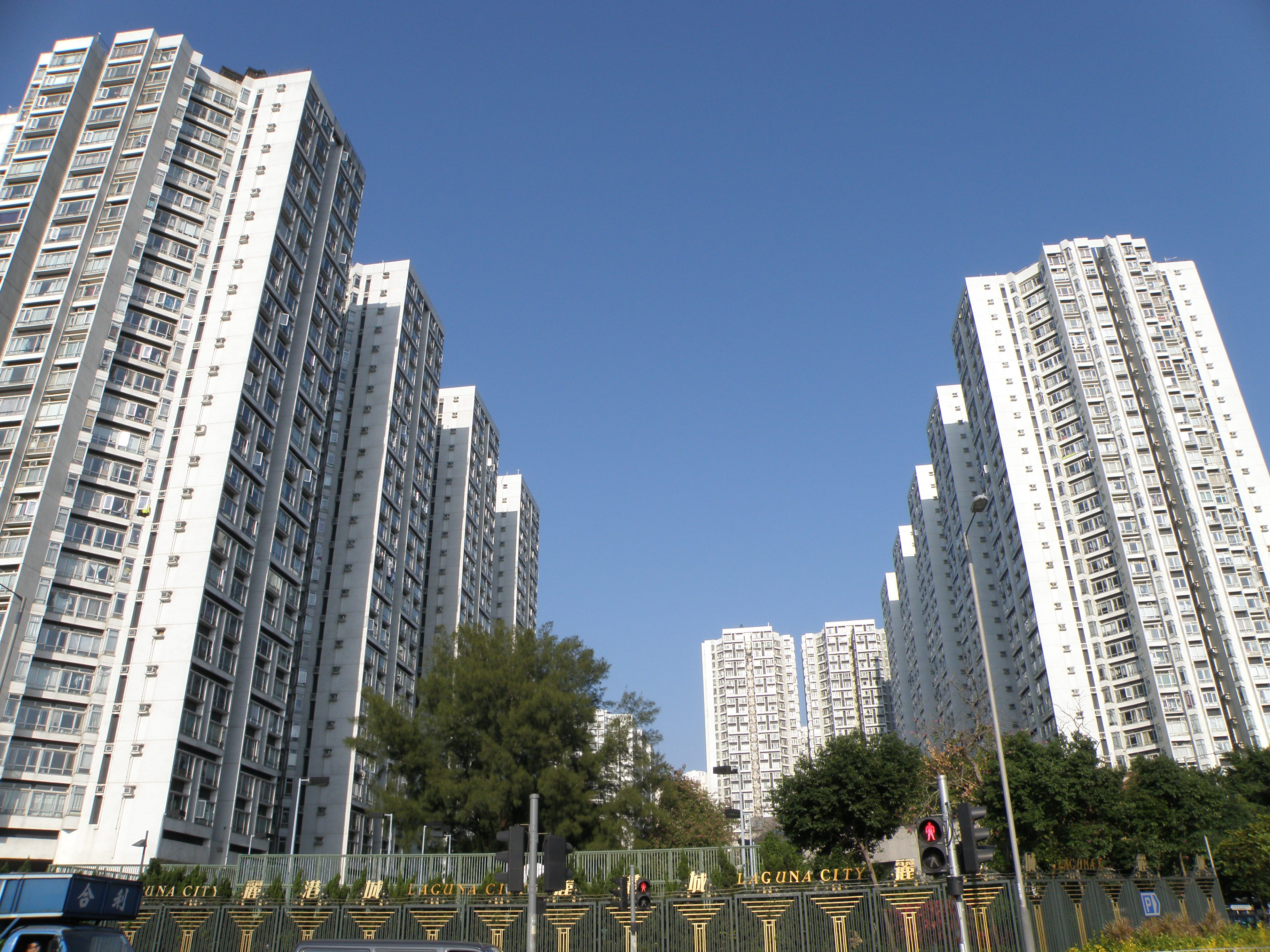
麗港城4期

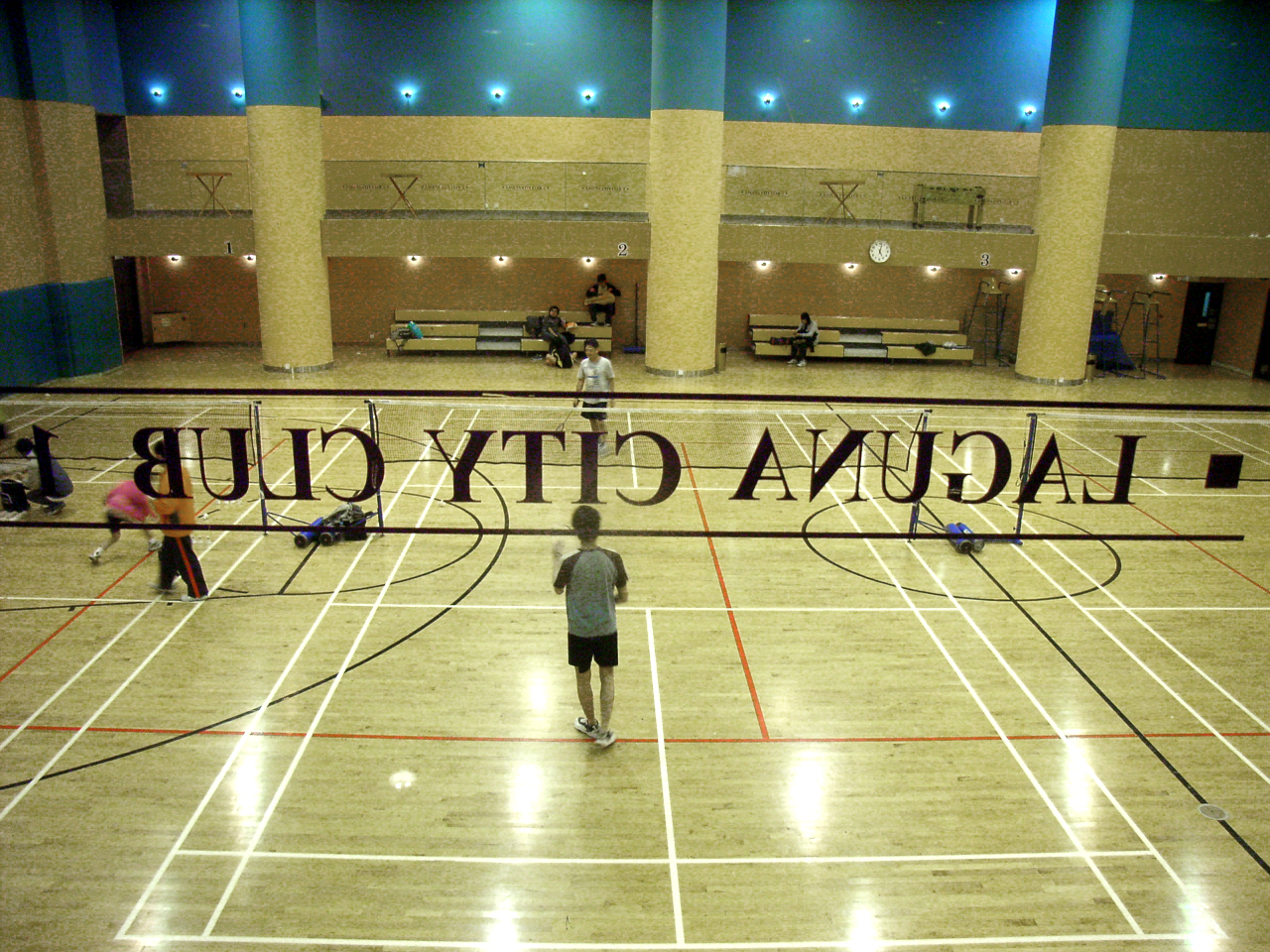
屋苑會所

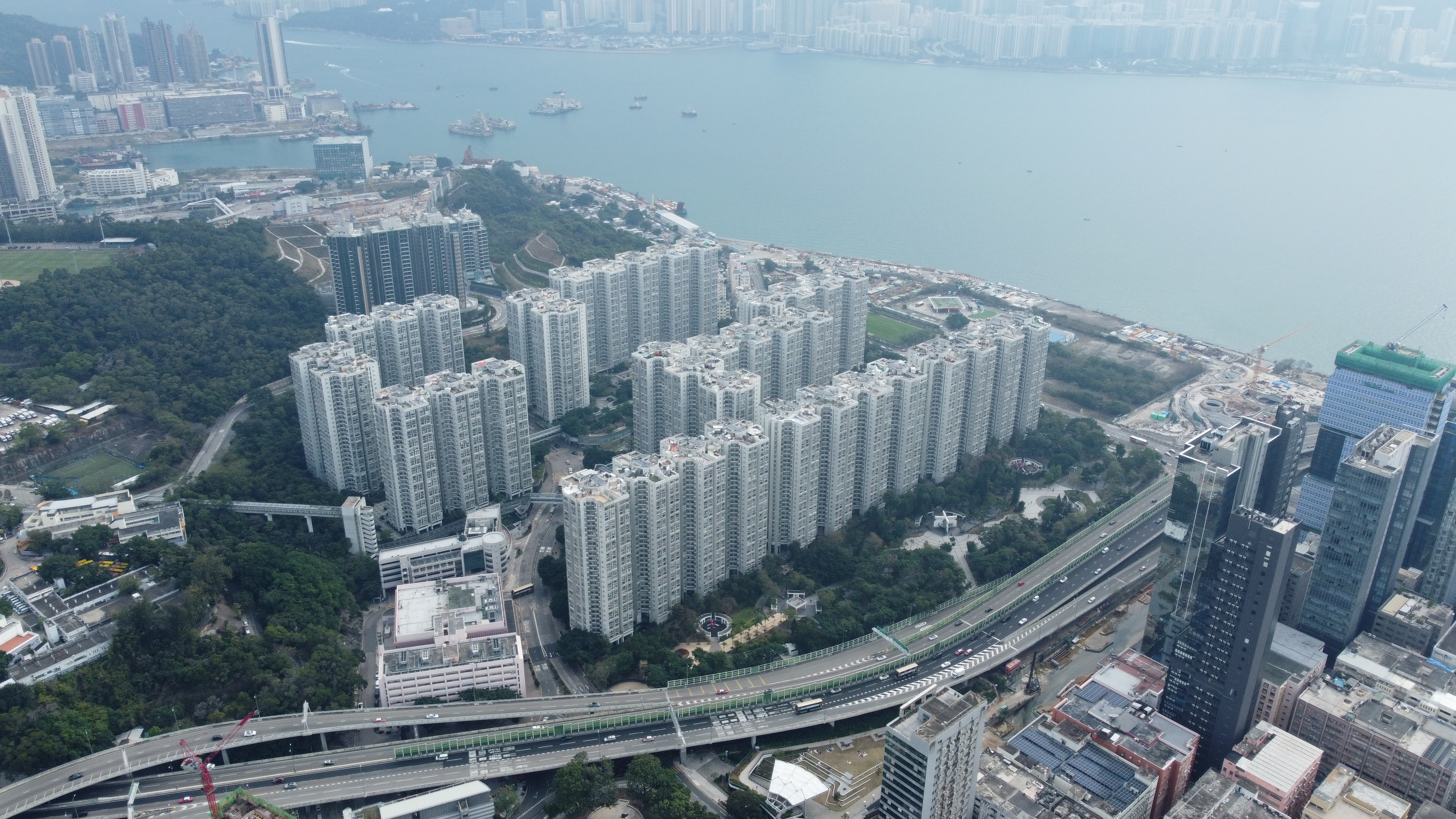
航拍角度的麗港城，可見屋苑鄰近海傍

麗港城（英語：Laguna City）是香港九龍藍田茶果嶺臨海大型私人屋苑之一，鄰近藍田港鐵站（D1出口，茜發道），自設3個購物商場、2個會所，坐擁70多條途經巴士及小巴線，配套齊全，交通方便；毗鄰廣達30萬平方呎麗港公園、茶果嶺海濱公園、觀塘仔灣海傍及茶果嶺山，背山面海，能眺望維多利亞港及鯉魚門景觀，地理優越。麗港城佔地大約一百萬平方呎，分四期共38座，由長江實業、蜆殼石油與和記黃埔地產合作發展，由伍振民建築師事務所設計。城內共有3條私家街道，包括麗港街（1及4期）、麗港東街（2期）及麗港南街（3期）。

## 單位
屋苑分四期發展，共設8,072個2房（實用面積517及521平方尺）及3房（實用面積681及748平方尺）中大型單位。第一期（1至8座、13至17座）毗鄰麗港城商場及第一期會所；第二期（24至31座）最靠近港鐵藍田站及麗港城公共運輸交匯處 ；第三期（32至38座）設有該期專用會所及兩個基座商場；而第四期（9至12座、18至23座）樓齡最短及部分單位能眺望海景。
第一期由新福港及寶盈建築的聯營公司承建，第二期由德臣建築承建。

### 商場
屋苑內設3個購物商場（麗港城商場、城中薈、麗港中心），連鎖商店包括：
- 超級市場包括fusion by PARKnSHOP、優品360、759阿信屋
- 24小時營業便利店包括7-Eleven和Circle K
- 個人護理及保健產品店包括萬寧、屈臣氏
- 連鎖式食肆包括豪宴海鮮酒家、薩莉亞意式餐廳、意樂餐廳、百分百餐廳、Mama Bakery、Chicken Factory、八方雲集、魚米、東南加、一粥麵、大快活、麥當勞、PHD（薄餅博士）、鴻福堂、美心西餅、東海堂、Pacific Coffee等。

麗港城商場位於麗港城第一期內，為單幢式商場，樓高5層，恒隆地產曾擁有這商場，以連鎖商店為主。
城中薈（前稱麗港城中城）為麗港城第三期基座商場，樓高2層，以地舖為主。

### 住客會所
屋苑內設2個私人會所。第1、2、4期私人會所位於麗港城第一期內，設有泳池及會所泳池餐廳；第3期私人會所位於麗港城第三期內，設有泳池。

## 其他設施
- 麗港公園（第1-12座側）
- 5個網球場
- 2個籃球場
- 1個足球場
- 4個分別位於第1期麗港城商場、第2期、第3期及第4期的停車場
- 麗港城公共運輸交匯處
- 茜草灣鄰里社區中心（公共運輸交匯處上蓋設施）
- 4間幼稚園
  - 迦南幼稚園暨幼兒園（第2期）
  - 靈糧幼稚/兒園（第3期）
  - 朗思國際幼稚園（第4期）
  - 香港保護兒童會譚雅士伉儷幼兒學校（茜草灣鄰里社區中心內）
- 香港公共圖書館流動圖書館八（麗港城服務站）（逢星期一、六）（第16座側）
- 有蓋行人天橋，設有4部升降機往來L3樓藍田港鐵站（D1出入口）、L2樓第二及三期／麗港城商場、L1樓公共運輸交匯處

## 交通
麗港城交通四通八達，毗鄰藍田茶果嶺道、茜發道、偉發道、成業街、偉業街及鯉魚門道。
市民可以使用升降機往返L1樓的公共運輸交匯處、L2樓往第2、3期和麗港城商場的有蓋行人天橋，以及L3樓經茜發道步行至藍田站。

## 電視廣告
- 麗港城 1990 （页面存档备份，存于）
- 麗港城商場 （页面存档备份，存于）（視帝黎耀祥聲音導航）

## 事件

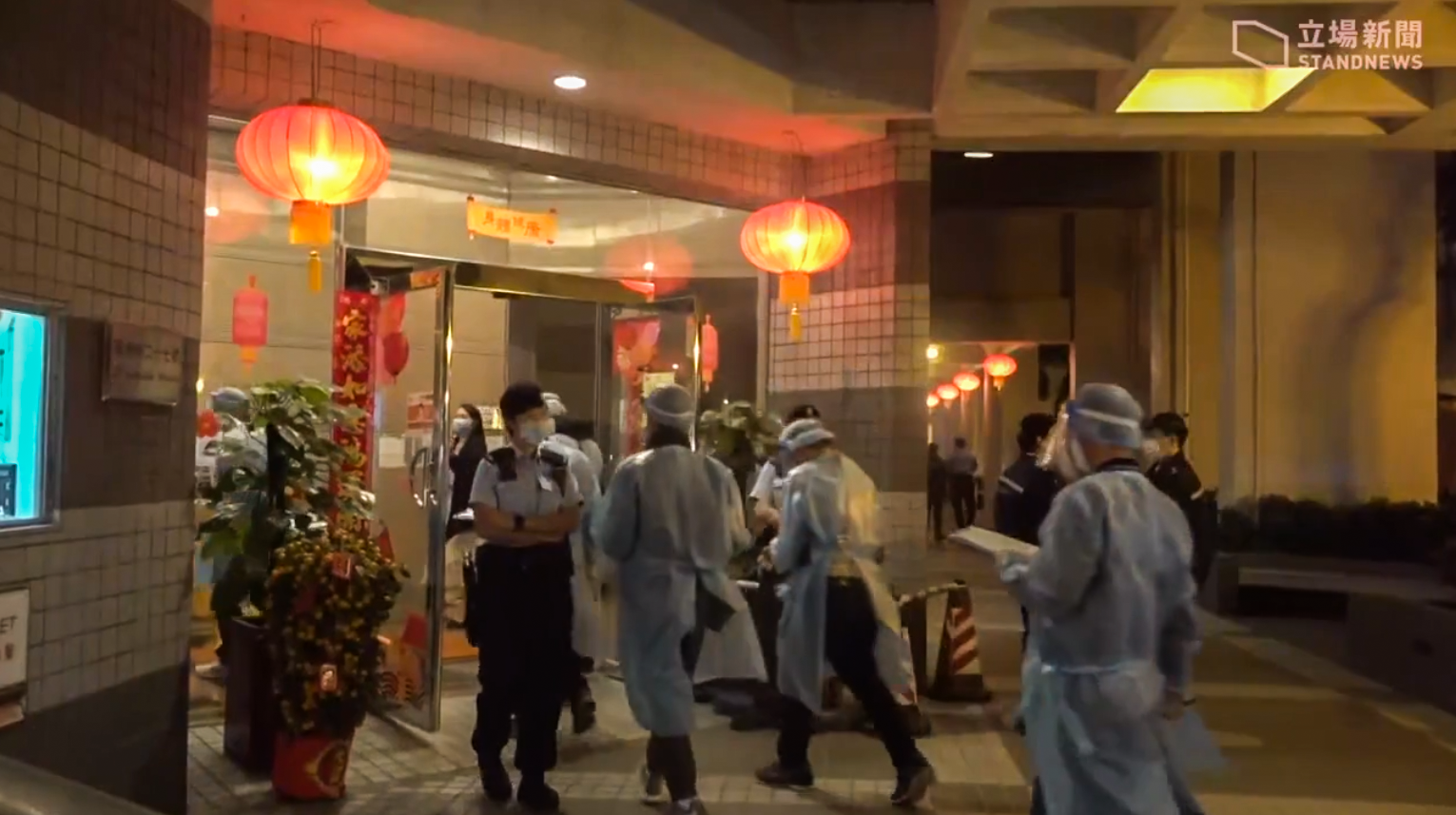
2021年1月31日，穿上保護衣的人士進入第7座上門要求住客接受強制檢測

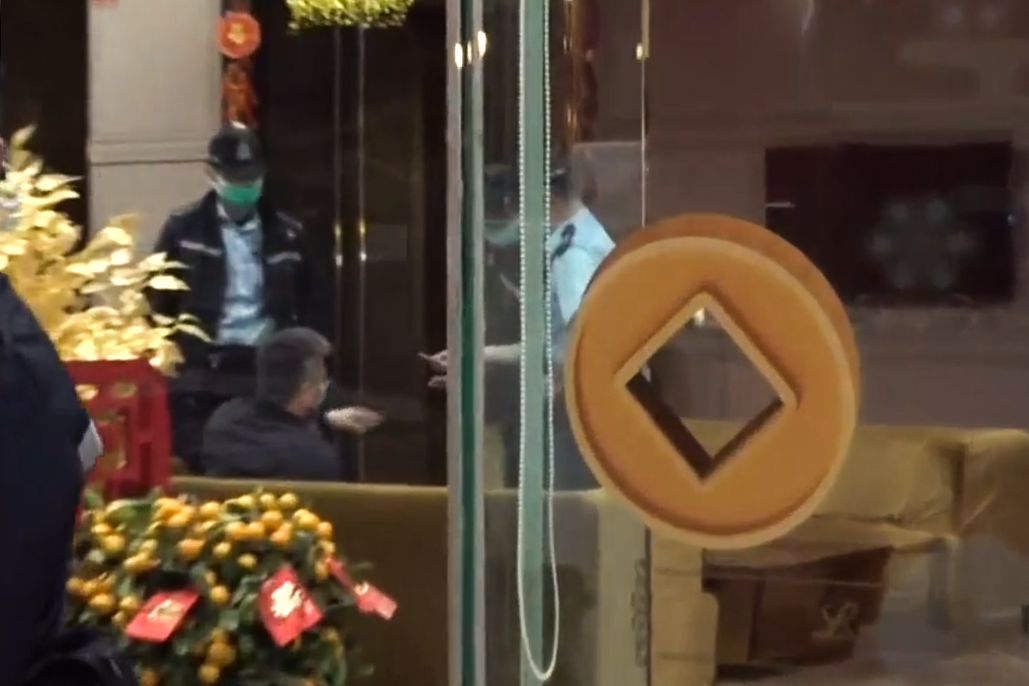
2021年1月31日，一名64歲男子在場叫囂後，被警員帶到麗港城會所內

### 售樓歷史
麗港城在1990年5月開售時曾爆發由三合會控制的飲管黨排隊炒樓事件，最後才被皇家香港警察有組織及嚴重罪案調查科人員制服。

### 李克強訪問麗港城居民
中國國務院副總理李克強於2011年8月17日來港首天探訪位於26座中產家庭。縱使李克強落區期間表現親民，不時走近市民逐一握手，但保安卻如臨大敵，當中一名44歲身穿「平反六四」T恤的男住客，在李克強進入麗港城26座進行家訪後數分鐘後路過現場，隨即被保安抬走。該男住客表示對方行為粗暴，令他手部受傷，他感到十分不滿。他亦表明自己只是住客，沒有任何要求。整個過程中帶走他的人並沒有表露身份，事後他要求到醫院驗傷。警方則表示該人為通緝人士，與2006年一宗交通案件被通緝有關，所以將其拘捕，期後他已獲准保釋。部分市民批評，李克強到訪，保安過分嚴密令居民不便。網上更有討論，對警方做法表示強烈不滿。民主黨立法會議員涂謹申質疑，即使是李克強到訪，警方亦不能封鎖整座大廈，這樣會阻礙其他戶主權利，不單做法有問題，甚至或會連累被家訪的業主，遭其他人追討。